# Austelino Tavares Correia
Austelino Tavares Correia, né le 8 août 1968 à Santa Catarina (Cap-Vert portugais), est un homme politique cap-verdien et actuel président de l'Assemblée nationale depuis 2021.

## Parcours politique
Austelino Tavares Correia est titulaire d'un Bachelor of Social Science à l'Université Jean Piaget du Cap-Vert ainsi qu'une maîtrise en gestion d'entreprise dans la même université.
Il est élu député à l'Assemblée nationale en 2001 et rejoint le Mouvement pour la démocratie en 2006.
Il est élu président de l'Assemblée nationale du Cap-Vert le 19 mai 2021, par une majorité de 72 députés, succédant à Jorge Santos, après que son parti, le Mouvement pour la démocratie, ait de nouveau remporté les élections législatives de 2021.